# Pałówko
Pałówko (deutsch Neu Paalow) ist ein Dorf in der polnischen Woiwodschaft Westpommern. Es gehört zur Gmina Postomino (Gemeinde Pustamin) im Powiat Sławieński (Schlawer Kreis).

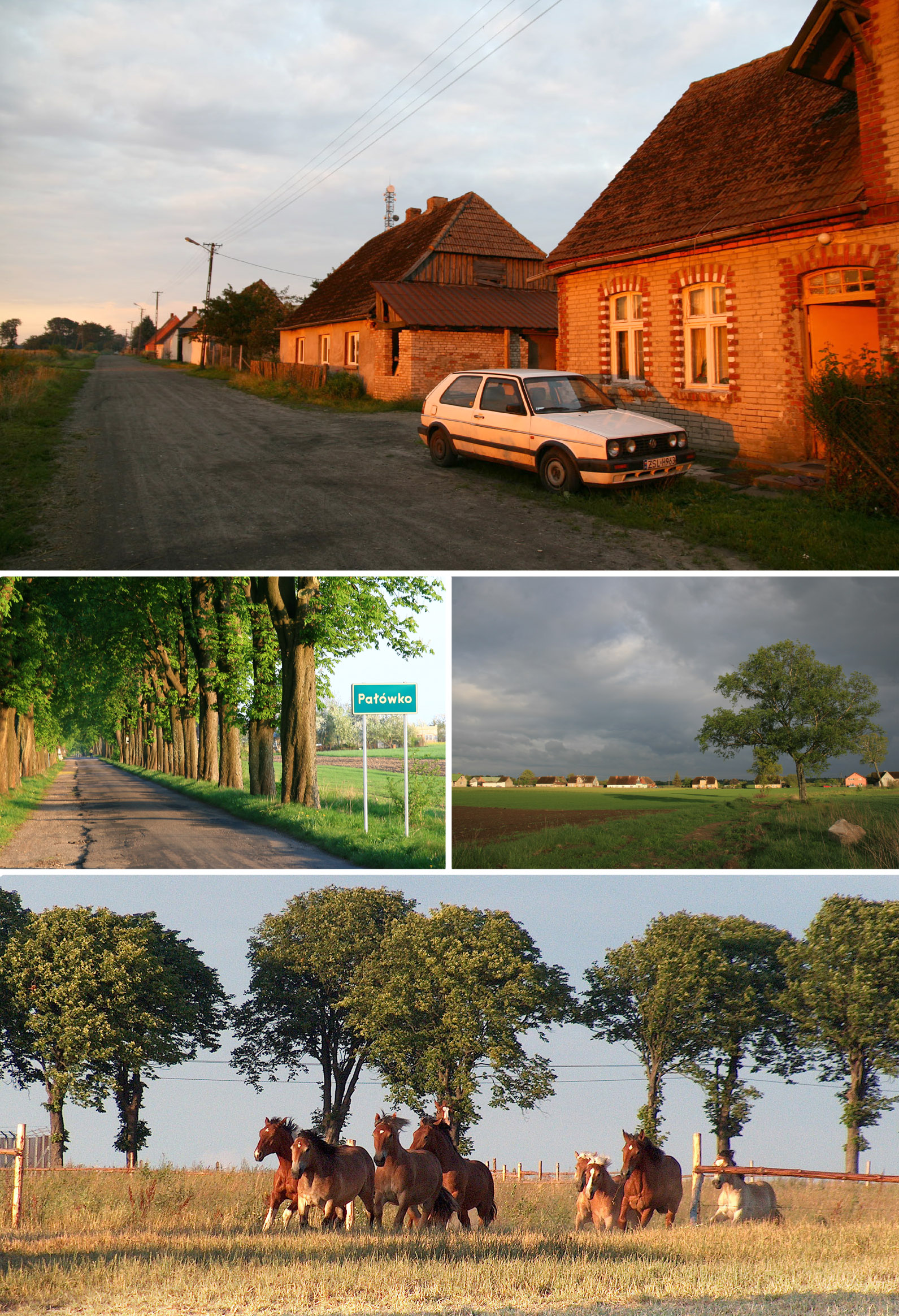
Pałówko

## Geographische Lage
Das Bauerndorf liegt in Hinterpommern an einer Nebenstraße, die Sycewice (Zitzewitz) an der polnischen Landesstraße 6 (ehemalige deutsche Reichsstraße 2, heute auch Europastraße 28) mit Pieszcz (Peest) und Tyń (Thyn) verbindet. Die Entfernung zur Kreisstadt Sławno (Schlawe) beträgt 12 Kilometer, und bis nach Słupsk (Stolp) sind es 14 Kilometer. Bahnstation ist Sycewice an der Staatsbahnlinie 202 Danzig – Stargard (Pommern).
Die flachwellige Landschaft um Pałówko liegt auf etwa 50 Metern über NN. Die östliche Gemarkungsgrenze ist zugleich die Grenze zum Kreis Słupsk (Stolp), der bereits zur Woiwodschaft Pommern gehört. Nachbarorte sind: im Westen Pałowo (Alt Paalow), im Norden Pieszcz (Peest), und im Osten und Süden Sycewice (Zitzewitz) sowie Noskowo (Notzkow).

## Ortsname
Das alte Dorf hieß früher Palow und Paalow und war nach dem gleichnamigen Rittergut benannt. Nach der Neuordnung der Siedlung Anfang des 19. Jahrhunderts wurde die Unterscheidung Neu Paalow (Pałówko) und Alt Paalow (Pałowo) eingeführt.

## Geschichte
Neu Paalow ist eine Siedlung, die auf dem Gelände des östlichen (Alt) Paalower Gutes angelegt worden ist, nachdem die Gutsbesitzerin von Below ganz Paalow an den preußischen Staat verkauft hatte. Der Staat hatte die Liegenschaft 1823 als Staatsdomänen-Vorwerk in Besitz; zwar bestand schon länger der Plan, hier eine Siedlung zu erbauen, verwirklicht wurde die Parzellierung jedoch erst um 1848; eine Hypothek in Höhe von 10.000 Talern, die auf dem Anwesen lastete, wurde zu diesem Zweck auf die Staatsdomäne in Kolbatz im Kreis Greifenhagen übertragen.
Im Jahr 1885 betrug der Gebietsumfang von Neu Paalow 285 Hektar. Bis 1925 war das Gebiet der Gemeinde auf 383,2 Hektar vergrößert worden. Die Anzahl der Haushalte war zwischen 1885 und 1939 von 64 auf 69 angewachsen. Vor 1945 gab es am Ort 14 landwirtschaftliche Betriebe mit Anbauflächen bis fünf Hektar, 24 Betriebe bis zehn Hektar, 18 bis 20 Hektar und einen Betrieb mit einer Anbaufläche von über 20 Hektar.
Im Jahr 1936 wurde der gesamte Ort an das öffentliche Stromversorgungsnetz angeschlossen. Bis zu diesem Zeitpunkt verfügte nur die Windmühle über einen eigenen, windgetriebenen elektrischen Generator und über elektrisches Licht. Die übrigen Dorfbewohner benutzten Petroleumlampen.
Bis 1945 gehörte Neu Paalow mit Alt Paalow (Pałowo), Nitzlin (Nosalin), Peest (Pieszcz) und Stemnitz (Staniewice) zum Amtsbezirk Peest. Diese Gemeinden – mit Ausnahme von Stemnitz – waren auch zum Standesamt Peest miteinander verbunden. Der Amtsgerichtsbezirk war Schlawe. Neu Paalow lag im Landkreis Schlawe i. Pom. im Regierungsbezirk Köslin der preußischen Provinz Pommern.
Gegen Ende des Zweiten Weltkriegs besetzte am 8. März 1945 die Rote Armee den Ort, der damals mit zahllosen Flüchtlingen aus Ostpreußen belegt war. Neu Paalow wurde unter polnische Verwaltung gestellt. Die Deutschen wurden bis etwa 1947 aus Neu Paalow vertrieben.
Heute ist Pałówko (Neu Paalow) ein Teil der Gmina Postomino im Powiat Sławieński der Woiwodschaft Westpommern (bis 1998 Woiwodschaft Stolp).

### Entwicklung der Bevölkerungszahl
- 1867: 334
- 1895: 311
- 1905: 310
- 1925: 340
- 1939: 285

## Kirche
Die fast ausnahmslos evangelischen Einwohner von Neu Paalow waren vor 1945 – wie auch das Nachbardorf Nitzlin – in die Kirchengemeinde Paalow mit Sitz in Alt Paalow eingegliedert. Sie war eine selbständige Kirchengemeinde innerhalb des Kirchspiels Peest im Kirchenkreis Schlawe der Kirchenprovinz Pommern der Kirche der Altpreußischen Union. Letzter deutscher und evangelischer Geistlicher war Pfarrer Bernhard Gensch.
Seit 1945 ist Pałówko überwiegend römisch-katholisch. Das Dorf ist kirchlich weiterhin nach Pałowo hin orientiert, das heute – mit Zębowo (Symbow) – zur Pfarrei Sycewice (Zitzewitz) gehört. Sie liegt im Dekanat Słupsk-Zachód (Stolp-West) im Bistum Köslin-Kolberg der Katholischen Kirche in Polen. Hier lebende evangelische Kirchenglieder gehören jetzt zur Heilig-Kreuz-Kirchengemeinde in Słupsk in der Diözese Pommern-Großpolen der Evangelisch-Augsburgischen Kirche in Polen.

## Schule
Das Schulhaus von Neu Paalow stand vor 1945 in der Dorfmitte am Dorfteich. Es war 1908 erbaut worden.